# NGC 1467
NGC 1467 est une galaxie lenticulaire située dans la constellation de l'Éridan. NGC 1467 a été découverte par l'astronome américain Frank Müller en 1886.

## Caractéristiques
Sa vitesse par rapport au fond diffus cosmologique est de 6 622 ± 52 km/s, ce qui correspond à une distance de Hubble de 97,7 ± 6,9 Mpc (∼319 millions d'al).